# 태합입지전III
《태합입지전III》(일본어: 太閤立志伝III)는 코에이에서 1999년 3월 5일에는 윈도우용, 동년 8월 19일에는 플레이스테이션용이 발매된 PC 게임으로, 태합입지전 시리즈의 세 번째 작품이다. 나아가 2000년에는 Windows용 DVD-ROM판도 발매되었다. 모두 그 후 코에이 정번 시리즈에서 염가판이 발매되었다. Win판에 대해서는 2005년 9월 29일에 《대항해시대 외전》과의 트윈 캠페인판도 발매되었다.
Windows용 CD-ROM판의 정번 시리즈에서 없는 것에 대해서는 공식적으로는 Windows XP에서의 동작 보정은 되어 있지 않지만, 호환 모드에서 동작하는 것이 가능하다고 한다.
코에이가 진행한 〈인터넷 뮤직 콘테스트 '98〉(본작의 매뉴얼에서는 〈제2회 인터넷 뮤직 콘테스트〉)의 그랑프리 수상곡인 〈히데요시 테마〉가 타이틀곡으로서 사용되고 있다.

## 개요
파벌 시스템의 도입, 스토리 진행에 따른 무비 삽입, 각 캐릭터에 애니메이션 풍의 그림(주요 캐릭터에게는 몇 종류의 표정도 준비되어 있다) 등, 전작 《II》로부터 시스템이 대폭 변경되었다. 또 평정은 3개월에 1번, 즉 1ㆍ4ㆍ7ㆍ10월 초에 열리게 되었다. 수업 등을 위해 평정을 쉬는 것은 가능하지만, 전작에서 가능했던 평정 기간 외에 자신의 일을 신청할 수 없게 되었다.
플레이할 수 있는 것은 기노시타 도키치로(木下藤吉郎, 도요토미 히데요시) 및 번외 시나리오에서 시바타 가쓰이에에게 사관한 야나다 마사카쓰(簗田政勝)라는 무장(정체는 플레이 중의 이벤트로 밝혀진다)의 2명뿐이지만, 전작보다도 스토리성이 중시되었다. 히데요시 편에서는 다른 시리즈 작품과 다르게 아시가루 시대부터 시작하여, 이 동안은 네네의 의부 아사노 나가카쓰로부터 주명을 받는 형태가 된다. 스토리도 사실대로의 전개 이외에도 전작까지와 같은 몇 개의 분기가 존재한다. 또, 히데요시의 어머니, 나카나, 간마쿠(이시카와 고에몬)이라고 하는 캐릭터도 등장한다. 본작에서부터 교의 마을에 등장하는 구게가 기쿠테이 하루스에(菊亭晴季) 1명으로 되어, 그 후도 이어지고 있다.
그러나 게임 개시 때의 캐릭터 작성의 폭이 좁고, 츠지기리(辻斬り)나, Win판의 경우에 다른 가문에의 사관을 할 수 없는(PS판에서는 히데요시는 게임의 진행에 의해 이시야마 혼간지에 있는 간마쿠에게 부탁하여, 다른 다이묘에게 사관할 수 있다) 등, 《II》보다도 자유도가 대폭 저하되었다. 또 시나리오나 그래픽 등 연출이 상당히 ‘밝고 가볍게’ 만들어졌다. 《IV》 이후는 다시 츠지기리 등의 요소가 부활했다. 그러나 전작에 비해 충실한 스토라나 이벤트, 또 다석(茶席)을 마련해 다른 무장과의 친밀도를 올리는 것이나 유저 인터페이스의 개선 등의 점에 대해서는, 《IV》 이후에도 계승되었다. 부하와 함께 일부의 주명을 행하는 요소에 대해서도 《V》의 해적 플레이, 상인 플레이 등으로 인계되었다.

## 능력치와 기능
능력치는 개인전이 없어져서 무력은 존재하지 않고, 전작의 통솔이 군사로 변경되었다. 내정, 외교, 매력은 전작처럼 존재하지만, 전작이 최고치가 100이었던 것에 대해 본작에서는 10이 최고치가 되었다. 기능은 내정계가 산술, 축성, 개발의 3개, 외교계가 변설, 예법, 다도의 3개, 군사계가 무술, 마술, 철포, 난파(乱波), 계략, 전술의 6개로, 모두 12개가 되었다. 개발의 신설, 전작의 군학이 《I》처럼 다시 계략과 전술로 나뉘었다. 레벨이 0~3의 4단계의 아이콘 마크로 표시되는 것은 전작과 같다. 또 본작에서는(초기 상태에서는) 모든 기능을 레벨 3으로 하거나, 능력치를 수행으로 올리는 것은 할 수 없다. 최초에 선택한 주인공 타입 및 기능의 습득 순이 관계하고 있는데, 구체적으로는 다음과 같다.
- 지장형(내정:10 외교:10 군사:9 매력:9) 내정계, 외교계의 여섯 가지 기능 모두를 레벨 3으로 할 수 있지만, 군사계는 어떤 것이든 2개 밖에 레벨 3으로 할 수 없다.
- 영웅형(내정:9 외교:9 군사:10 매력:10) 군사계 여섯 가지 기능은 모두 레벨 3으로 할 수 있지만, 내졍계, 외교게는 각각 1개 밖에 레벨 3으로 할 수 없다.
- 바보형(히데요시 편만, 내정ㆍ외교ㆍ군사ㆍ매력 모두 6) 모든 기능을 레벨 1까지밖에 습득할 수 없다.

예를 들면 지장형으로 전술과 계략을 레벨 3으로 올리면, 철포나 그 외의 군사계 4개는 레벨 2까지 밖에 올려지지 않게 된다. 영웅형으로 변설을 레벨 3으로 하면, 예법과 다도는 레벨 3이 상한이 된다. 다만 입수한 것으로 능력치를 올리는 아이템도 일부 있는데, 그것을 사용하면 습득할 수 있는 기능도 늘어난다. 배하에 주는 경우도 마찬가지다.
이것 이외에 각지의 시설에서 특수 작업을 습득할 수 있는데, 이는 내정을 행할 때에 유리하게 된다.

## 파벌 시스템
본작에서는 주인공이 속한 세력에게는 파벌이 존재한다. 처음에는 평정에서 의견을 내도 그것이 다른 노부나가 가신이 반대하여 노부나가가 의견을 채용해 주지 않는 경우도 많다. 파별을 크게 만들려면, 다른 무장에게 각각의 기호품을 선물하거나, 대화나 주명에의 조언, 기능을 가르치는 등을 행하는 것에 의해 친밀도를 올려가는 것으로 가능하다. 발언력은 신분이 높은만큼 커지지만, 신분이 높은 무장에게는 가치가 높은 물건이 필요하다. 자신의 파벌을 확대해 나가는 것으로 평정에서 의견을 채용 받을 가능성이 높아지고, 훈공도 올리기 쉬워진다. 또 신분을 올리기 위해서도 지지자가 필요하다.
이 파벌 시스템은 《IV》에서도 도입될 계획이었지만, 결국 본작에 한한 것이 되었다.

## 전투
본작에서는 츠지기리가 가능하지 않고, 무술 사사도 시간 경과만으로 처리되게 되었기 때문에, 개인전은 존재하지 않는다. 그래서 전투는 야전과 공성전만 존재하게 되었다.
야전과 공성전에서 군자금을 사용하는 연회나 포상, 혹은 수공 등을 행하는 요소가 있는 것은 시리즈 가운데 본작이 최초이다. 《IV》 이후에도 연회나 수공 등을 행하는 것은 가능하지만 본작만큼은 아니다.

### 야전
야전은 우선 돌파나 영격 등을 실시할지에 대한 전술 방침을 정하고, 그 후에 진형을 선택한다. 주인공이 총대장이 아니어도, 전술이 높으면 의견을 묻기도 한다. 전투가 시작되어 주인공의 부대를 조작하는 차례가 되면 입력의 접수가 시작되고, 그 동안에 마우스 등의 버튼을 누르는 것으로 행동하는 대신에 부대의 고무나 적의 매도, 혹은 대기나 후퇴를 행할 것인지의 명령이 가능하다. 입력하지 않으면 접수 시간 종료 후 자동적으로 전체의 방침으로 방침에 따라서 진군이나 적 부대에의 공격 등이 행해진다.
3턴이 경과하면 밤이 되고, 총대장의 경우는 진을 물릴지를 결정할 수 있다. 진을 물리는 경우는(역시 총대장의 경우) 야간의 행동을 결정하게 된다. 취하는 행동은 다음과 같다.
- 「야습」 - 야습을 건다. 적이 「휴양」일 때에 유효하다. 발견될 경우 강행할 것인지 중지할 것인지를 선택한다. 성공하면 적에게 큰 피해를 줄 수 있다.
- 「허보」 - 거짓 정보를 흘린다. 난파 기능이 있는 무장이 있을 경우에 명령할 수 있다. 적이 「휴양」일 때에 유효하다. 성공하면 적의 사기를 낮출 수 있다.
- 「경계」 - 적의 「야습」을 경계하는 것이 가능하다.
- 「휴양」 - 쉬어서 피로 회복을 할 수 있다. 술을 베풀어 사기를 올리는 것도 가능하다.

한편, 진을 물리지 않을 경우는 그대로 아침까지 전투는 이어지고, 아침이 되면 강제적으로 진을 물린다.
진형의 결정 후, 낮의 행동 후, 야간의 행동 후에도 각각 「전투효과」가 표시된다. 이쪽이 효과적인 행동을 하면 유리하게 변동되고, 이후의 전투에 영향을 미친다.
야전은 최대 10일 동안 행해지고, 결착이 나지 않을 경우는 무승부가 된다.

### 공성전
공성전은 주야를 1일로 하여, 최대 90일 동안 행해진다. 공성전에서도 우선은 야전과 같은 전술을 결정하게 된다. 주인공이 공격 측 총대장일 때는 역공(力攻)이나 포위전 중 어느 전술을 채택할 것인지, 적이 성 밖에 있는 경우에는 야전에 응할 것인지를 선택하는 것이 가능하다. 특정 성에서는 수공도 가능하다. 수공은 비용과 일수가 필요하지만, 적의 사기나 병량을 현저하게 소비시켜, 자신이 이끄는 병사를 잃지 않고 성을 함락시킬 수 있다. 수공 공작 완성 후에는 야구라를 세워서 철포 공격을 받지 않게 하는 것도 가능하다. 한편 수비 측 총대장일 때는, 영격할 것인지 농성할 것인지 등을 선택하게 되어 있다.
전술을 선택하면 그 전술에 따라서 움직이게 되지만, 야전과 같이 행동하는 대신에 병사를 쉬게 하거나 고무시키거나 하는 것도 가능하다. 또 공격 측의 경우는 야간에 야습을 걸거나, 허보를 흘리거나 적성에 방화를 하는 것도 가능하다.
총대장의 경우에는 격려나 포상, 주연 등으로 병사의 사기를 높이는 것도 가능하다. 그리고 공격 측의 경우는 항복 권고를 실시하는 것이, 수비 측의 경우는 성의 보수를 지시하여 방어도를 올리거나, 낙석이나 함정, 철책 등의 장치를 성에 세워 적의 침입에 대비하거나 하는 것이 가능하다.